# Lucien Marius Gustave Cayol
Lucien Marius Gustave Cayol (Parigi, 9 marzo 1882 – Parigi, 27 dicembre 1975) è stato un ammiraglio francese, comandante della forze della Marine Nationale presenti in Gran Bretagna nel luglio 1940, si oppose al tentativo effettuato dalla Royal Navy di impadronirsi delle unità francesi. Catturato fu successivamente rimpatriato.

## Biografia
Nacque a Parigi (dipartimento della Senna) il 9 marzo 1882, figlio di Léonard (1841–1919) di Cécile Alice Boutet de Monvel (1846–1922). 
Entrò nella Marine nationale nel 1900, venendo promosso aspirante guardiamarina il 5 ottobre 1903.  Si imbarcò sulla nave da battaglia Jauréguiberry, appartenente alla Squadra del Mediterraneo, il 1º gennaio 1904 prestando servizio sotto il comando di François Rabouin. Promosso sottotenente di vascello il 5 ottobre 1905.  Il 1º gennaio 1906 si imbarcò sul Calédonien, annesso alla Scuola d'artiglieria navale (École de canonnage), dove si brevettò ufficiale. Il 1º gennaio 1908 si imbarcò sull'incrociatore protetto Alger, appartenente alla Divisione Navale dell'Estremo Oriente.
Il 1º gennaio 1911 diviene secondo in comando sul sottomarino Germinal, appartenente alla stazione sommergibili di Calais-Dunkerque al comando del Cdt. Léon Besnard. Il 1º gennaio 1912 passò a prestare servizio sulla corazzata Vergniaud, appartenente alla 1ª Squadra. Promosso tenente di vascello il 7 gennaio 1913, il 1º gennaio dell'anno successivo è trasferito a Parigi, dove diviene Ufficiale d'ordinanza presso lo Stato maggiore particolare del Ministro della Marina.
Presta servizio durante la prima guerra mondiale, ottenendo il titolo di Cavaliere della Legion d'onore, ed il 1º gennaio 1918, a Parigi, è nominato Capo della Segreteria della Direzione generale della Guerra sottomarina. Nello stesso anno comanda la torpediniera d'alto mare Tramontane.
Promosso capitano di corvetta il 25 agosto 1919, l'anno successivo si brevetta Ufficiale presso la Scuola superiore della Marina (École Supérieure de la Marine). Il 1º gennaio 1921 è assegnato al 4ème Bureau (Porti e basi - Trasporti - Approvvigionamenti- Comunicazioni) dello Stato maggiore generale della Marina. Promosso capitano di fregata il 30 marzo 1922, diviene Ufficiale della Legion d'onore nel 1924, ed assume il comando del Quentin Roosevelt.
Promosso al rango di capitano di vascello il 5 marzo 1928, assume in seguito il comando della 2ª Squadriglia Cacciatorpediniere della 2ª Squadra, innalzando la propria insegna sull'L'Adroit. In seguito dirige il 1er Bureau dello Stato maggiore generale della Marina.
Nel 1929 diviene Auditore presso il Centro degli Alti Studi Navali, e il 1º gennaio 1932 entra a far parte, come membro, del Comitato Tecnico della Marina e della Commissione permanente di controllo e di revisione del regolamento d'armamento.
Promosso contrammiraglio il 4 novembre 1934, assume il comando della 2ª Flottiglia sommergibili della 2ª Squadra. il 1º agosto 1936.
Il 28 maggio 1937 partecipa con la sua Flottiglia Sommergibili all'imponente parata marittima tenutasi al largo di Brest, alla presenza del Ministro della Marina, ammiraglio François Darlan. Viene elevato al rango di viceammiraglio nel 1940. Comandante del settore di Brest nel giugno dello stesso anno, è l'ufficiale anziano delle forze navali francesi presenti in Gran Bretagna nel luglio 1940. Catturato a Portsmouth, sulla nave da battaglia Paris, dalle truppe inglesi viene successivamente rimpatriato.
In riserva dal 1947, muore a Parigi nel 1975, venendo sepolto presso il cimitero dei Batignolles, 6ème div., allée circulaire, 2ème ligne (Paris 17ème).

### Fonti
1. 1 2 3 4 5 6  Ouest France del 4 novembre 1934.
2. ↑  Couhat 1974, p. 12.
3. ↑  Nomina effettiva dal 18 settembre 1909.
4. ↑  Couhat 1974, p. 140.
5. ↑  Comandante della nave era Laurent Drouet.
6. ↑  Couhat 1974, p. 28.
7. ↑  Ouest France del 3 agosto 1936.
8. ↑  Ouest France del 28 maggio 1937.
9. 1 2  Brown 2004, p. XX.
10. ↑  Mordal 1956, p. 251.
11. ↑  Couhat 1974, p. 33.
12. ↑  Ouest France del 28 novembre 1940.